# Шоије Дардне
Шоије Дардне (фр. Choilley-Dardenay) насеље је и општина у североисточној Француској у региону Шампањ-Арден, у департману Горња Марна која припада префектури Лангр.
По подацима из 2011. године у општини је живело 170 становника, а густина насељености је износила 9,68 становника/km². Општина се простире на површини од 17,56 km². Налази се на средњој надморској висини од 285 метара.

## Демографија
| 1962. | 1968. | 1975. | 1982. | 1990. | 1999. | 2011. |
| ----- | ----- | ----- | ----- | ----- | ----- | ----- |
| 147   | 189   | 164   | 147   | 132   | 139   | 170   |

График промене броја становника у току последњих година